# Туванське сільське поселення
Тува́нське сільське поселення (рос. Туванское сельское поселение) — муніципальне утворення у складі Шумерлинського району Чувашії, Росія. Адміністративний центр — село Тувани.

## Населення
Населення — 754 особи (2019, 913 у 2010, 1153 у 2002).

## Склад
До складу поселення входять такі населені пункти:
| Населений пункт        | Населення, осіб (2002) | Населення, осіб (2010) |
| ---------------------- | ---------------------- | ---------------------- |
| Калиновка, присілок    | 5                      | 0                      |
| Лісні Тувани, присілок | 516                    | 407                    |
| Малі Тувани, присілок  | 281                    | 214                    |
| Тувани, село           | 351                    | 292                    |